# Gunung Krueng Pase
Gunung Krueng Pase är ett berg i Indonesien.   Det ligger i provinsen Aceh, i den västra delen av landet, 1 700 km nordväst om huvudstaden Jakarta. Toppen på Gunung Krueng Pase är 1 495 meter över havet.
Terrängen runt Gunung Krueng Pase är huvudsakligen kuperad, men åt sydost är den bergig.Runt Gunung Krueng Pase är det glesbefolkat, med 17 invånare per kvadratkilometer. I omgivningarna runt Gunung Krueng Pase växer i huvudsak städsegrön lövskog.